# 伯蒲慧稜
伯蒲慧稜（はくほえりょう、天文12年（1543年）- 寛永5年（1628年））は、安土桃山時代から江戸時代前期にかけての臨済宗の僧。龍安寺12世、妙心寺62世で同寺位頭および同寺壽聖院（寿聖院）の開祖。俗姓は角倉氏で、豪商角倉了以は従兄弟にあたる。伯蒲は字（道号とも言う）、法名（法諱とも言う）は慧稜であるが、「慧」はしばしば「恵」の漢字に書き替えることがあり、伯蒲恵稜とも書く。

## 略歴
天文18年（1549年）、6歳の時に龍安寺塔頭養花院に入り、9歳の時に剃髪して亀年禅愉より慧稜の安名（法名）を授かった。
天竜寺の策彦周良に詩文を学び、月航玄津（普済英宗禅師）に朝参暮請して仏法を修め、天正2年（1574年）の31歳の時に印可を受けた。
養花院から妙心寺に出世し、師匠月航の後を継いで龍安寺12世住職となった。石田三成およびその父正継の帰依をうけて、慶長4年（1599年）、妙心寺内に壽聖院を開き、始祖となった。また織田信包に請われて龍安寺塔頭西源院を復興した。
大宗匠として九哲（特英寿采、梅岳寿皓、雪庭寿珪、岐山寿昕、鉄堂宗圍、蓬山宗丘、乾瑞宗気、仁渓守信、雲屋祖泰）と呼ばれる高弟を輩出したが、紫衣事件に巻き込まれて、妙心寺の硬派をなす単伝士印（妙心寺74世）東源慧等（妙心寺141世）らと対立。妙心寺の行く末を案じる伯蒲は、幕府に従うべきとする軟派を率いて、本人と弟子が以心崇伝を介して幕府に直訴したが、これがもとで大徳寺の沢庵宗彭、玉室宗珀と前述の単伝、東源の4人の僧が配流になり、幕府の決定で95人の高僧が紫衣をはく奪される結果になったので、他宗派の僧侶にも恨まれることになった。
寛永5年（1628年）に江戸より帰京する途中で病に倒れて示寂した後、遺体が京都の龍安寺には運ばれても、妙心寺では伯蒲の死は開山の冥罰であると信じられたので、誰一人として弔問に訪れる者はいなかったという。